# Smarties
Gli Smarties® sono cioccolatini colorati a forma di pastiglia ricoperti di glassa di zucchero lanciati da Rowntree Mackintosh nel 1937 e dal 1988 prodotti dalla Nestlé. La copertura degli Smarties è prodotta in otto colori: giallo, arancio, rosa, rosso, marrone, verde, viola e blu.

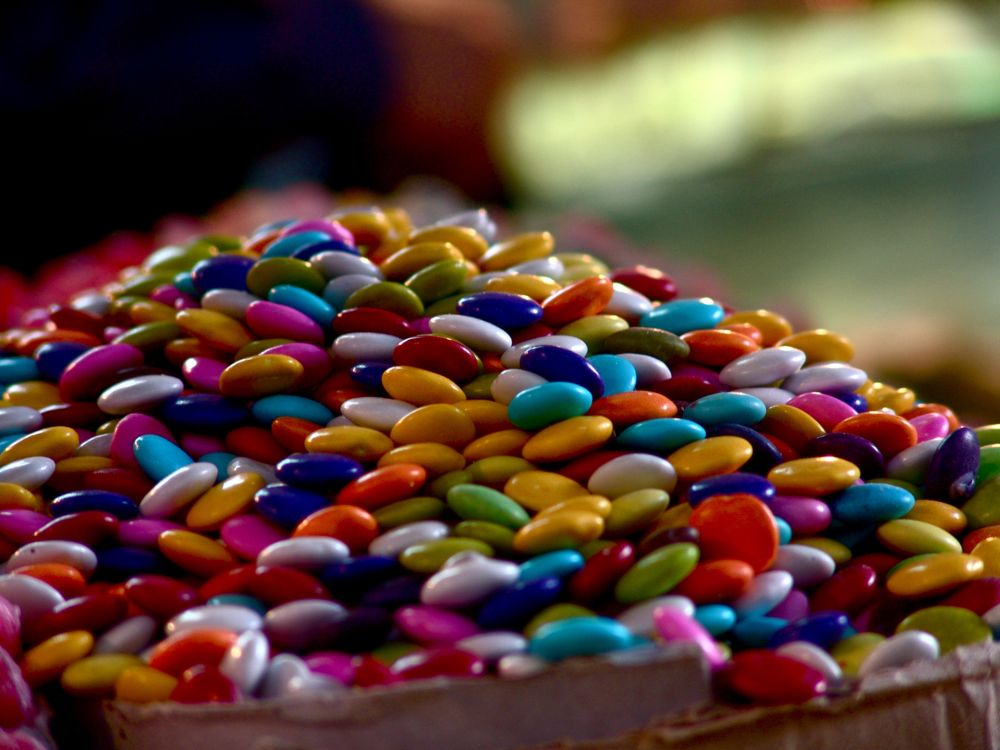
Smarties di vario genere

## Storia
L'origine del marchio risale al 1882, quando in Inghilterra la compagnia dolciaria di York H.I. Rowntree & Co. Ltd lanciò un prodotto chiamato Chocolate Beans. Nel 1937 il chairmain della società George Harris, a seguito un'operazione di rebranding dei marchi di proprietà di Rowntree, decise di ridenominarli Smarties, probabilmente per renderli più riconoscibili ai consumatori (ed evitare così possibili disguidi da parte di questi). Tuttavia, il motivo esatto per il quale Harris scelse tale denominazione non è mai stato chiarito, in quanto all'epoca non vi fu nessun comunicato ufficiale da parte dell'azienda che ne spiegasse la ragione. Successivamente, quando
nel 1948 furono lanciate sul mercato americano le M&M's, si aprì un contenzioso tra l'omonima società statunitense di Forrest Mars e la Rowntree, perché quest'ultima sosteneva che queste fossero una mera imitazione del proprio prodotto. Alla fine della diatriba, fu raggiunto un accordo tra le due compagnie che stabiliva la non introduzione reciproca dei propri marchi nei mercati dove questi erano commercializzati: Regno Unito ed alcuni mercati europei per le M&M's, mercati del Nord America per gli Smarties.
Nel 1949, la compagnia dolciaria del New Jersey Ce De Candy Inc. registrò il marchio Smarties esclusivamente per il mercato degli Stati Uniti (e Rockets per il mercato del Canada, suo omologo) data l'impossibilità di Rowntree di introdurre il prodotto nei due Paesi, anche se il prodotto era differente sia nella confezione che nella forma da quelli originali venduti dalla compagnia britannica (e dal 1988 da Nestlé) nel resto dal mondo; ancora oggi la Smarties Candy Company (nome con cui dal 2011 è stata ribattezzata la Ce De Candy Inc.) detiene i diritti di esclusiva del marchio nelle due nazioni nordamericane, in cui gli Smarties tradizionali non possono essere commercializzati.

## Curiosità

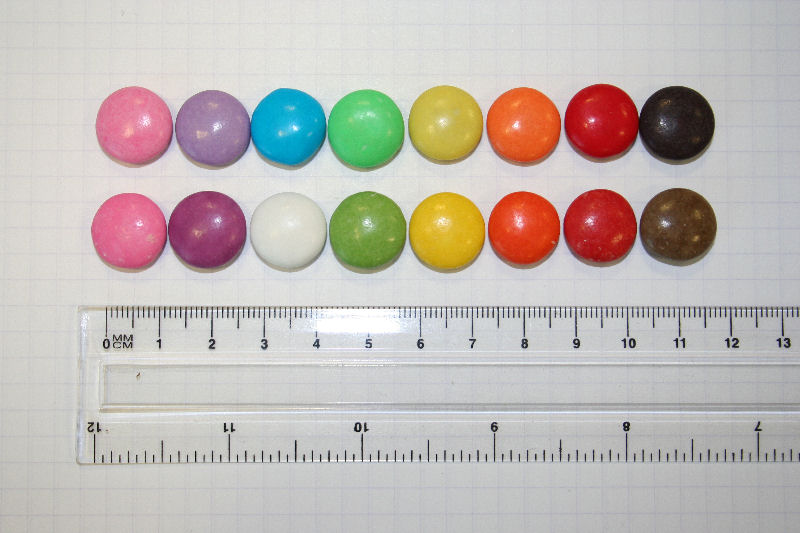
Gli Smarties prima e dopo il 2007. Il colore blu è poi stato reintrodotto poco dopo, usando un colorante naturale

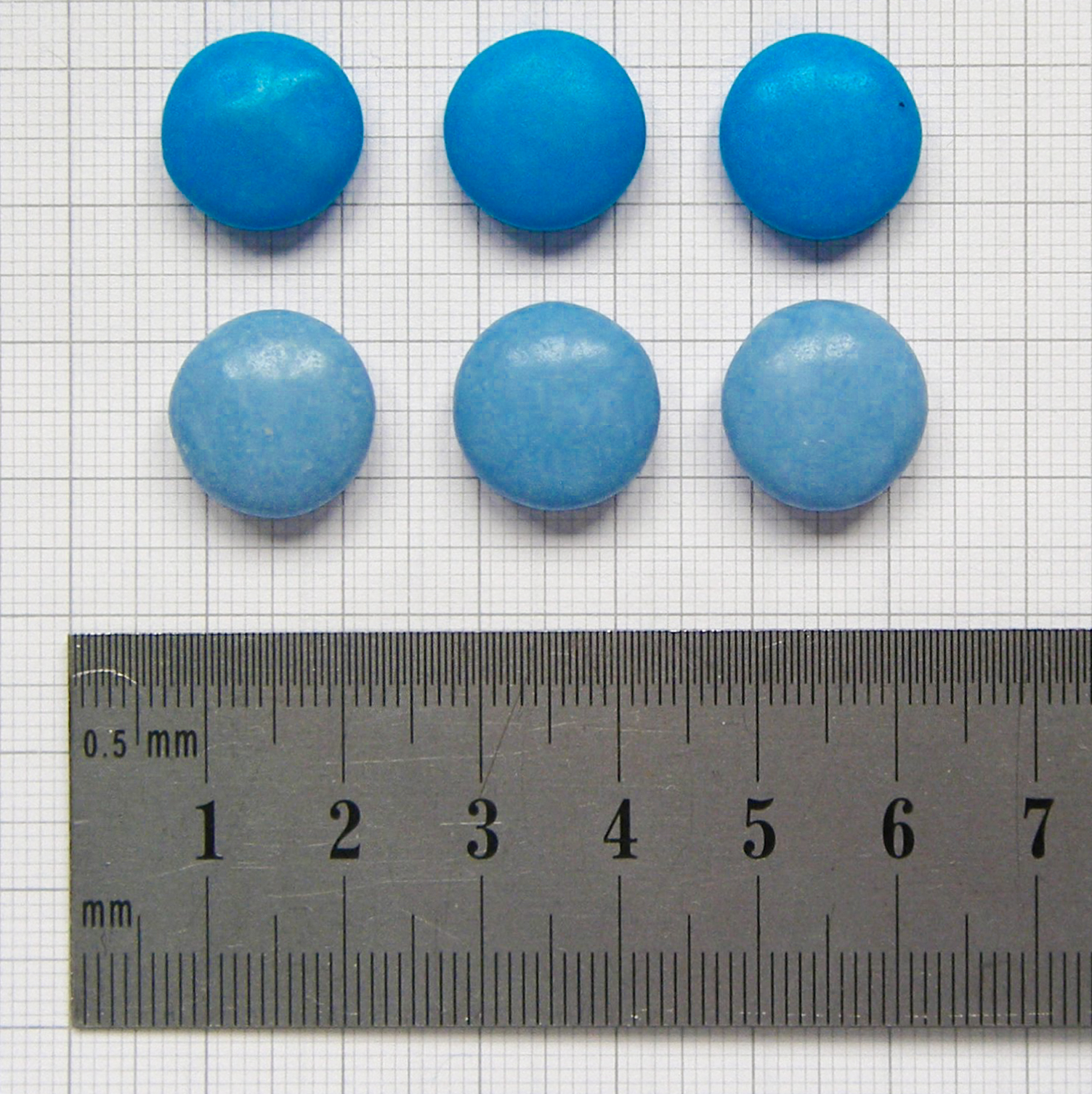
Gli smarties blu prima e dopo il 2007

Nel 2007 è stata bloccata la produzione degli Smarties di colore blu poiché per raggiungere quell'immagine di salute di un prodotto dedicato soprattutto ai bambini si è optato per una campagna "senza coloranti artificiali".  L'azienda ha infatti annunciato di non essere riuscita a trovare tra i coloranti naturali disponibili, una valida alternativa al Brilliant Blue (E133), colore introdotto nel 1989.
Già nel 2008 si è riusciti a reintrodurre il colore blu utilizzando il colorante derivato da Cyanobacteria Spirulina.

## Coloranti utilizzati dal 2007
Ecco i coloranti utilizzati:
- E101: Riboflavina per il colore giallo o arancio
- E120: Cocciniglia del carminio per il colore rosso
- E141: Clorofillina, per i colori verde e blu, ottenuta dalla Cyanobacteria Spirulina
- E153: Nero di carbone per il nero
- E160a: Carotene per il colore arancio
- E171a: Biossido di titanio per ottenere il Bianco di titanio per il bianco

## Varietà
Dopo il passaggio di proprietà del brand da Rowntree a Nestlé, la multinazionale elvetica ha intrapreso un'opera di diversificazione di Smarties dal settore tradizionale delle caramelle di cioccolato introducendo sul mercato prodotti come gelati (Smarties Fun Cup, Smarties Fun Cone, Smarties Fun Sticks, Smarties Pop Up Choco e vaschette di gelato; nel 2016 Nestlé ha ceduto il suo ramo del freddo a Froneri, che da allora è proprietaria del marchio Smarties in tale segmento) e yogurt.